# Goneplacoidea
Goneplacoidea es una superfamilia de crustáceos de la clase malacostraca y del infraorden Brachyura.

## Familias
Se reconocen las siguientes:
- Acidopsidae Števčić, 2005
- Carcinoplacidae (vacía)
- Chasmocarcinidae Serène, 1964
- Conleyidae Števčić, 2005
- Euryplacidae Stimpson, 1871
- Goneplacidae MacLeay, 1838
- Litocheiridae Kinahan, 1856
- Mathildellidae Karasawa & Kato, 2003
- Progeryonidae Števčić, 2005
- Scalopidiidae Števčić, 2005
- Sotoplacidae Castro, Guinot & Ng, 2010
- Vultocinidae Ng & Manuel-Santos, 2007
- †Carinocarcinoididae Karasawa & Kato, 2003
- †Martinocarcinidae Schweitzer, Feldmann & Bonadio, 2009